# Ашагы-Гюздек
Ашагы-Гюздек (азерб. Aşağı Güzdək) — посёлок в Ашагы-Гюздекском административно-территориальном округе Апшеронского района Азербайджана.

## Этимология
До 1965 года посёлок назывался посёлком при ж/д станции Гюздек. Позже он получил название по ж/д станции и для различия с другим пгт Гюздек, к названию поселка было добавлено слово ашагы (с азерб. — «нижний»).

## История
Согласно административному делению 1961 года посёлок при ж/д станции Гюздек входил в Сумгаитский городской совет Азербайджанской ССР.
4 января 1963 года посёлок передан в состав новообразованного Апшеронского района. Согласно административному делению 1977 года посёлок Ашагы-Гюздек входил в Джейранбатанский поселковый совет Апшеронского района.
В феврале 1991 года из Джейранбатанского поселкового совета выделен новый, Ашагы-Гюздекский.
В 1999 году в Азербайджане была проведена административная реформа и внутри Ашагы-Гюздекского административно-территориального округа был учрежден Ашагы-Гюздекский муниципалитет Апшеронского района.

## География
Ашагы-Гюздек расположен на берегу озера Джейранбатан.
Посёлок находится в 21 км от райцентра Хырдалан и в 28 км от Баку. Ближайшая железнодорожная станция — Гюздек.
Посёлок находится на высоте 85 метров над уровнем моря.

## Население
| Численность населения | Численность населения | Численность населения |
| 1985                  | 1999                  | 2009                  |
| --------------------- | --------------------- | --------------------- |
| 180                   | ↗2465                 | ↗3821                 |

Население преимущественно занято в промышленности.

### Известные уроженцы
- Алим Гамза оглы Гасымов — народный артист Азербайджана.

## Климат
Среднегодовая температура воздуха в посёлке составляет +14,2 °C. В селе полупустынный климат.

## Инфраструктура
В посёлке расположены почтовое отделение, средняя школа и врачебный пункт.